# Børre Falkum-Hansen
Børre Erik Falkum-Hansen (Kristiania, 13 de agosto de 1919 — 24 de junho de 2006) foi um velejador norueguês, medalhista olímpico. Ele competiu nos Jogos Olímpicos de Verão de 1952 na classe 5.5 Metre e conquistou a medalha de prata a bordo do Encore, ao lado de Peder Lunde e Vibeke Lunde.
Seu pai, Halfdan Hansen, também era velejador e conquistou a medalha de ouro olímpica na prova de 12 Metre em 1912.